# Mahmoud El-Gohary
Mahmoud El-Gohary (Il Cairo, 20 febbraio 1938 – Amman, 3 settembre 2012) è stato un calciatore e allenatore di calcio egiziano campione della Coppa d'Africa 1959.
Da allenatore, ha guidato l'Egitto alla qualificazione ai Mondiali del 1990 e alla vittoria nella Coppa d'Africa 1998.

## Palmarès

### Giocatore

#### Club
- Campionato egiziano: 5

Al-Ahly: 1955-1956, 1956-1957, 1957-1958, 1958-1959, 1960-1961
- Campionato del Cairo: 1

Al-Ahly: 1957-1958
- Coppa d'Egitto: 3

Al-Ahly: 1955-1956, 1957-1958, 1960-1961
- Coppa Repubblica Araba: 1

Al-Ahly: 1961

#### Nazionale
- Coppa d'Africa: 1

Egitto: RAU 1959

#### Individuale
- Capocannoniere della Coppa d'Africa: 1

Rep. Araba Unita 1959 (3 gol)

### Allenatore

#### Club

##### Competizioni nazionali
- Campionati sauditi: 1

Al-Ittihad: 1981-1982
- Campionato egiziano: 1

Al-Ahly: 1985-1986
- Coppa d'Egitto: 4

Al-Ahly: 1982-1983, 1983-1984, 1991-1992, 1992-1993

##### Competizioni internazionali
- CAF Champions League: 2

Al-Ahly: 1982
Zamalek: 1993
- Coppa delle Coppe d'Africa: 3

Al-Ahly: 1983–1984, 1985–1986, 1992–1993

#### Nazionale
- Coppa d'Africa: 1

Egitto: Burkina Faso 1998